# Малино (Московская область)
Ма́лино — посёлок городского типа Московской области России; входит в состав городского округа Ступино.
Население — 3357 чел. (2024).
Расположен в 88 км к юго-востоку от Москвы, в среднем течении реки Городенка. Железнодорожная станция Большого кольца МЖД Малино.

## История
Впервые село Малино упоминается в 1353 году в духовном завещании великого князя Московского Ивана Ивановича Красного: «а се даю жене своей Марии … село Малино». В 1358 году Московский князь Иван Иванович Красный также завещает село своей жене Марии, после её смерти село должно было перейти к сыну Дмитрию — будущему Дмитрию Донскому.В 1451 году встречаем такую запись в духовной грамоте великой княгини Софьи Витовтовны: «А из прикупов из своих, из Коломенских сёл (даю): Северсце село Григориево село Наумова да у Малино Ивановское село Бунькова». Княгине село Малино передал по своему духовному завещанию сын князя Дмитрия Донского Василий в 1428 году. Малино было административным центром и всегда отдавалось на содержание женской половине рода. В 1577 году Малинская волость входила в состав Коломенского уезда (на Плане генерального межевания 1784 г. Малино входит в Серпуховский уезд; по этому Плану Малино расположено вплотную к сельцу Борзецово, а на месте современного Малино была деревня Стрелецкое поле), и на протяжении XVIII—XIX веков принадлежало село знатному дворянскому роду Гагариных.
Село располагалось на торговом пути из южных частей России в Москву, по которому для продажи в Москву прогоняли скот, везли продовольствие, ремесленные изделия. Постепенно Малино тоже превратилось в крупное купеческое село, даже была построена бойня для забивки скота в XIX веке с очистными сооружениями. Мясо купцы хранили в деревянных бочках, которые погружали на дно речки Городенки.
С установлением Советской власти в России в 1918 году в Малино был образован Малинский сельский Совет рабочих, крестьянских и красноармейских депутатов.
До 1929 года Малинский сельский Совет входил в состав Малинской волости Коломенского уезда Московской губернии.
С 1929 года при образовании Московской области Малинский сельский Совет был включен в состав Малинского района Московской области (Постановление ВЦИК № 358 от 12 июля 1929 года). В состав Малинского сельского Совета входили селения: Малино, Карпово, Белыхино, Марьино, Бабеево, Савельево, Сотниково, Крапивня.
Указом Президиума Верховного Совета РСФСР от 7 декабря 1957 года Малинский район Московской области был упразднён и его территория передана в административное подчинение Ступинского горсовета — Ступинский район.
С 12 февраля 1987 года село Малино было преобразовано в посёлок (решение исполкома Мособлсовета № 197/5), с 6 июля 1987 года по 1993 год действовал Малинский поселковый Совет народных депутатов, затем органом исполнительной власти стала администрация посёлка Малино. В это время поселковая территория включала три населённых пункта: Малино, д. Харино и д. Марьинка, число жителей составляло 3,1 тыс. человек, территория — 81 га.
В 2001 году в состав рабочего посёлка Малино были включены деревни Марьинка и Харино, ранее административно ему подчинённые.
С января 2006 года по 2017 год согласно реформе местного самоуправления РФ было образовано муниципальное образование «Городское поселение Малино» площадью 23 723 га, объединившее три округа: администрацию посёлка Малино, Березнецовский сельский округ и Дубневский сельский округ.
В 2005-2017 гг. входил в состав муниципального образования городское поселение Малино Ступинского муниципального района.
В 2025 году рабочий посёлок преобразован в посёлок городского типа.

## Население
| 1939  | 1989  | 2002  | 2006  | 2009  | 2010  | 2012  |
| ----- | ----- | ----- | ----- | ----- | ----- | ----- |
| 1524  | ↗3172 | ↗4363 | ↗4904 | ↘4346 | ↘4108 | ↗4125 |
| 2013  | 2014  | 2015  | 2016  | 2017  | 2018  | 2019  |
| ↘4073 | ↘3990 | ↘3969 | ↘3917 | ↘3864 | ↘3839 | ↘3771 |
| 2020  | 2021  | 2023  | 2024  |       |       |       |
| ↘3712 | ↘3392 | ↘3351 | ↗3357 |       |       |       |

## Экономика
Действуют следующие предприятия: завод керамического гранита ООО «Керама Марацци», ООО «Объединенные керамические заводы», ЗАО «Малино», Малинский РМЗ, ОАО «Гиместр», ОАО «Сотком» ОАО «Капарол» и др. В окрестностях ведет деятельность агрохолдинг ОАО «Малино» (выращивание картофеля и овощей).
Малая часть населения проживает в благоустроенных многоэтажных домах. Имеется развитая социальная инфраструктура. Работают две АЗС, автобусная станция, около десятка магазинов.

## Военные объекты
К юго-западу от посёлка находился военный аэродром Малино.

## Культура
В посёлке действуют подростково-молодёжные клубы «Рассвет», «Искра», «Алые паруса», библиотека и Дом культуры.

## Образование
Детские сады "Ивушка", "Чайка", школа им. Овсянкина, школа № 2.

## Церковь
Каменная церковь в честь Успения Пресвятой Богородицы возведена в 1691 году. Трапезная с приделами во имя святителя Николая и великомученицы Екатерины построена в 1871 году, отапливалась изразцовыми печами.